# Matisse Thybulle
Matisse Vincent Thybulle (* 4. März 1997 in Scottsdale, Arizona) ist ein australisch-US-amerikanischer Basketballspieler, der bei den Portland Trail Blazers in der National Basketball Association (NBA) spielt. Thybulle ist 1,96 Meter groß und läuft meist als Shooting Guard auf. Er spielte College-Basketball für die Washington Huskies. Er wurde im NBA-Draft 2019 von den Boston Celtics an 20. Stelle der ersten Runde ausgewählt, jedoch an die Philadelphia 76ers weitergereicht.

## Laufbahn
Thybulle spielte als Jugendlicher zunächst an der Skyline High School und dann an der Eastside Catholic High School im Ort Sammamish im US-Bundesstaat Washington. 2015 wechselte er an die University of Washington. 2018 und 2019 wurde er als Verteidiger des Jahres der Pacific-12 Conference ausgezeichnet. Mit 331 Ballgewinnen wurde er in dieser statistischen Kategorie Rekordhalter in der Pacific-12 und löste damit Gary Payton ab, der bis dahin den ersten Rang innehatte. Thybulle bestritt zwischen 2015 und 2019 insgesamt 135 Spiele für die Hochschulmannschaft und stand dabei 134 Mal in der Anfangsaufstellung.
Thybulle wurde beim Draftverfahren der NBA an 20. Stelle von den Boston Celtics ausgewählt, die ihn anschließend an die Philadelphia 76ers abgeben. Am 15. Juni 2021 wurde bekanntgegeben, dass Thybulle in das NBA All-Defensive Second Team der Saison NBA 2020/21 gewählt wurde. Im Februar 2023 war er Gegenstand eines mehrere Mannschaften umfassenden Tauschgeschäfts und stieß zu den Portland Trail Blazers.

## Erfolge und Auszeichnungen
- 2× NBA All-Defensive Second Team: 2021, 2022

## Karriere-Statistiken

### NBA

#### Hauptrunde
| Saison  | Team                    | GP  | GS  | MPG  | FG % | 3P % | FT % | RPG | APG | SPG | BPG | PPG |
| ------- | ----------------------- | --- | --- | ---- | ---- | ---- | ---- | --- | --- | --- | --- | --- |
| 2019–20 | Philadelphia            | 65  | 14  | 19.8 | .423 | .357 | .610 | 1.6 | 1.2 | 1.4 | 0.7 | 4.7 |
| 2020–21 | Philadelphia            | 65  | 8   | 20.0 | .420 | .301 | .444 | 1.9 | 1.0 | 1.6 | 1.1 | 3.9 |
| 2021–22 | Philadelphia            | 66  | 50  | 25.5 | .500 | .313 | .791 | 2.3 | 1.1 | 1.7 | 1.1 | 5.7 |
| 2022–23 | Philadelphia / Portland | 71  | 28  | 16.9 | .435 | .365 | .679 | 2.0 | 0.7 | 1.2 | 0.5 | 4.1 |
| 2023–24 | Portland                | 65  | 19  | 22.9 | .397 | .346 | .759 | 2.1 | 1.4 | 1.7 | 0.8 | 5.4 |
| Gesamt  | Gesamt                  | 332 | 119 | 21.0 | .435 | .338 | .679 | 2.0 | 1.1 | 1.5 | 0.8 | 4.8 |

#### Play-offs
| Saison  | Team         | GP | GS | MPG  | FG % | 3P % | FT % | RPG | APG | SPG | BPG | PPG |
| ------- | ------------ | -- | -- | ---- | ---- | ---- | ---- | --- | --- | --- | --- | --- |
| 2019–20 | Philadelphia | 4  | 1  | 18.8 | .429 | .250 | —    | 1.8 | 0.5 | 0.8 | 0.3 | 1.8 |
| 2020–21 | Philadelphia | 12 | 1  | 18.3 | .481 | .324 | .400 | 1.4 | 0.3 | 1.3 | 0.9 | 5.3 |
| 2021–22 | Philadelphia | 9  | 0  | 15.2 | .458 | .286 | .333 | 1.0 | 0.4 | 0.8 | 0.8 | 3.0 |
| Gesamt  | Gesamt       | 25 | 2  | 17.3 | .470 | .308 | .375 | 1.3 | 0.4 | 1.0 | 0.8 | 3.9 |